# Naja anchietae
Naja anchietae este o specie de șerpi din genul Naja, familia Elapidae, descrisă de Bocage 1879. Conform Catalogue of Life specia Naja anchietae nu are subspecii cunoscute.